# Jared Connaughton
Jared Connaughton (Charlottetown, 20 luglio 1985) è un ex velocista canadese.

## Biografia
Nato sull'Isola del Principe Edoardo, Connaughton ha preso parte alle prime gare nazionali giovanili come velocista nel 2002 proseguendo poi la carriera atletica ai campionati NCAA come membro del team dell'Università del Texas ad Arlington.
Nel 2004 ha esordito internazionalmente ai Mondiali juniores in Italia e dal 2007 ha preso parti a tutte le maggiori competizioni internazionali, soprattutto partecipando alla staffetta nazionale. Ha fatto parte della staffetta vincitrice di una medaglia d'argento ai Giochi panamericani in Brasile, e partecipato a due edizioni consecutive dei Giochi olimpici nel 2008 e nel 2012.

## Palmarès
| Anno | Manifestazione           | Sede           | Evento      | Risultato        | Prestazione | Note |
| ---- | ------------------------ | -------------- | ----------- | ---------------- | ----------- | ---- |
| 2004 | Mondiali U20             | Grosseto       | 200 m piani | Semifinale       | 21"42       |      |
| 2006 | Campionati NACAC U23     | Santo Domingo  | 100 m piani | 8º               | 10"66       |      |
| 2006 | Campionati NACAC U23     | Santo Domingo  | 200 m piani | Bronzo           | 21"14       |      |
| 2007 | Giochi panamericani      | Rio de Janeiro | 200 m piani | Semifinale       | 20"85       |      |
| 2007 | Giochi panamericani      | Rio de Janeiro | 4 × 100 m   | Argento          | 38"87       |      |
| 2007 | Mondiali                 | Osaka          | 4 × 100 m   | Batteria         | 39"43       |      |
| 2008 | Giochi olimpici          | Pechino        | 200 m piani | Semifinale       | 20"58       |      |
| 2008 | Giochi olimpici          | Pechino        | 4 × 100 m   | 5º               | 38"66       |      |
| 2009 | Mondiali                 | Berlino        | 200 m piani | Quarti di finale | dq          |      |
| 2009 | Mondiali                 | Berlino        | 4 × 100 m   | 5º               | 38"39       |      |
| 2010 | Giochi del Commonwealth  | Nuova Delhi    | 200 m piani | 4º               | 20"62       |      |
| 2010 | Giochi del Commonwealth  | Nuova Delhi    | 4 × 100 m   | Finale           | dq          |      |
| 2011 | Mondiali                 | Taegu          | 200 m piani | Batteria         | 20"83       |      |
| 2011 | Mondiali                 | Taegu          | 4 × 100 m   | Batteria         | 39"28       |      |
| 2012 | Giochi olimpici          | Londra         | 200 m piani | Semifinale       | 20"64       |      |
| 2012 | Giochi olimpici          | Londra         | 4 × 100 m   | Finale           | dq          |      |
| 2010 | Giochi della Francofonia | Nizza          | 100 m piani | 4º               | 10"61       |      |
| 2010 | Giochi della Francofonia | Nizza          | 4 × 100 m   | Oro              | 39"14       |      |
| 2014 | World Relays             | Nassau         | 4 × 100 m   | 6º               | 38"55       |      |
| 2014 | Giochi del Commonwealth  | Glasgow        | 100 m piani | Batteria         | 10"47       |      |